# Medalha Comemorativa da Expedição da China de 1860
A Medalha Comemorativa da Expedição da China de 1860 (em francês:  Médaille commémorative de l'expédition de Chine de 1860) foi uma condecoração militar do Segundo Império Francês para recompensar soldados e marinheiros que participaram da expedição anglo-francesa à China durante a Segunda Guerra do Ópio. Foi criada por decreto imperial em 23 de janeiro de 1861, por Napoleão III.

## História
O Império Britânico estava envolvido em um conflito contínuo com a Dinastia Qing desde 1856 sobre a legalização do comércio de ópio, a expansão do comércio de coolies, a abertura de toda a China aos comerciantes britânicos e a isenção de importações estrangeiras de impostos de trânsito interno. Após a eleição geral de 1857 no Reino Unido, o novo parlamento decidiu buscar reparação da China com base no relatório sobre o Incidente Arrow apresentado por Harry Parkes, cônsul britânico em Guangzhou. O Império Francês, os Estados Unidos e o Império Russo receberam pedidos da Grã-Bretanha para formar uma aliança. A França juntou-se à ação britânica contra a China, motivada pela execução de um missionário francês, o padre August Chapdelaine ("Incidente do padre Chapdelaine"), pelas autoridades locais chinesas na província de Guangxi. O conflito terminou com o Tratado de Tianjin de 1858, finalmente ratificado pelo irmão do imperador, Yixin, o príncipe Gong, na Convenção de Pequim em 18 de outubro de 1860.

## Agraciamento
A Medalha Comemorativa da Expedição da China de 1860 foi atribuída pelo Imperador a todos os que serviram na Expedição à China por proposta do ministro responsável pelo serviço no qual serviu o potencial destinatário.
Todos os premiados também receberam um certificado de premiação.
Um decreto imperial posterior datado de 25 de março de 1861 confirmou que todos os destinatários deveriam aderir ao código de conduta estabelecido pelo decreto imperial de 18 de março de 1852 sob a autoridade do Grande Chanceler da Legião de Honra.

## Características
A Medalha Comemorativa da Expedição da China de 1860 é uma medalha de prata circular de 30mm de diâmetro projetada e gravada por Albert Désiré Barre. Seu anverso trazia a efígie do perfil esquerdo do Imperador Napoleão III coroado com uma coroa de louros rodeada pela inscrição em relevo "NAPOLEON III / EMPEREUR" (em português:  Napoleão III / Imperador). Uma coroa de louros em relevo de 4mm de largura percorria toda a circunferência do anverso e do reverso da medalha.
No reverso, dentro da coroa de louros, a inscrição circular em relevo "EXPÉDITION DE CHINE 1860" (em português:  Expedição da China 1860). No centro, a inscrição em relevo em quatro linhas das principais batalhas da campanha TA-KOU, CHANG-KIA-WAN, PA-LI-KIAO, PE-KING.
A medalha é suspensa por uma fita de 36mm de largura feita de seda moiré amarela, tendo ao centro o nome da cidade de Pequim bordado em caracteres chineses azuis.

## Portadores notáveis (lista parcial)
- Almirante Benjamin Jaurès
- Almirante Henri Rieunier
- General Élie de Vassoigne
- Coronel Charles-Louis Du Pin
- Tenente (N) Francis Garnier

## Galeria

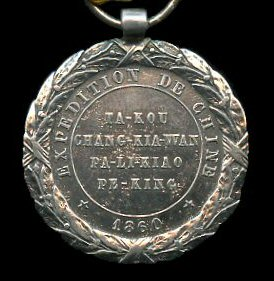
Reverso da Medalha Comemorativa da Expedição da China de 1860.
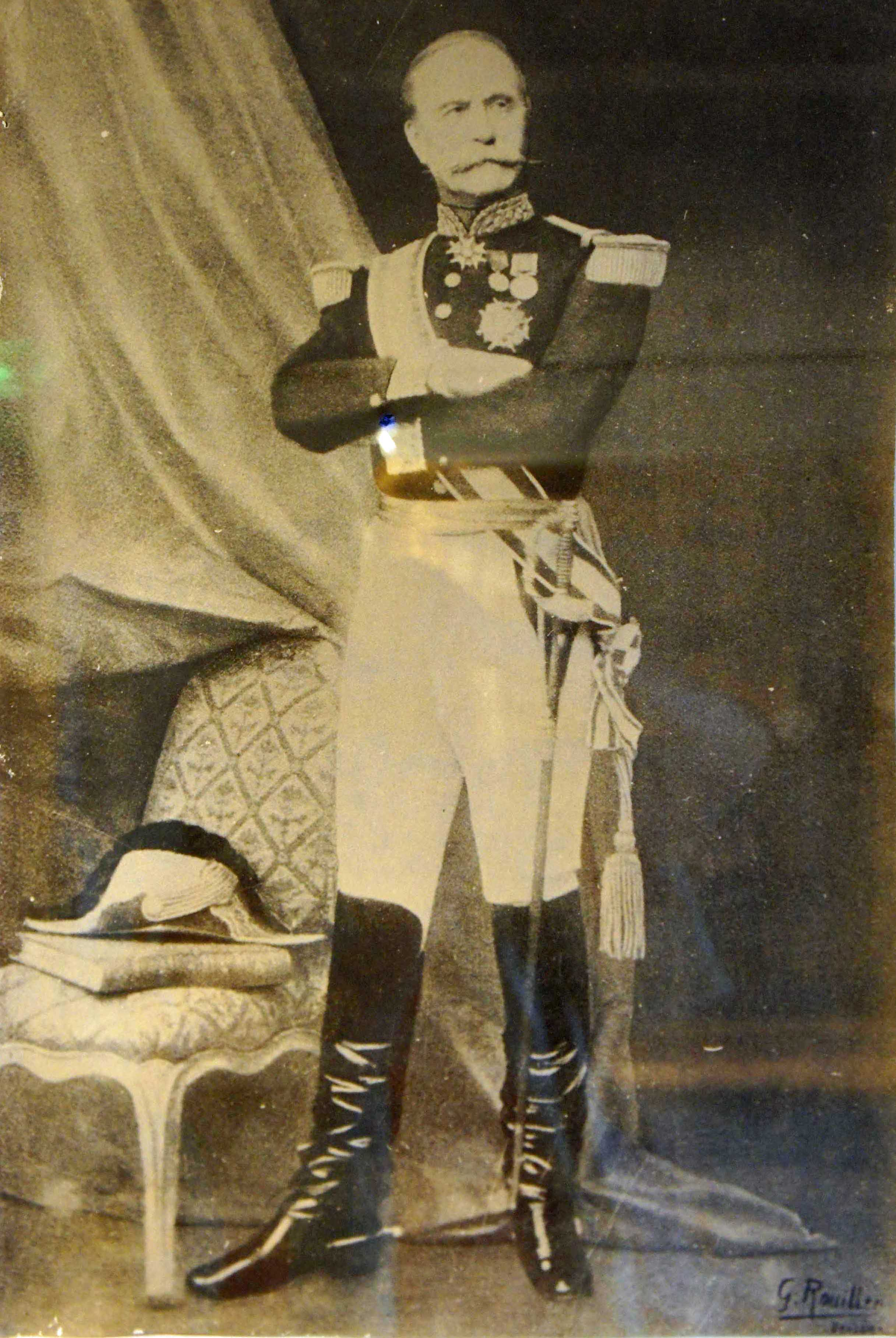
General Élie de Vassoigne, ganhador da Medalha Comemorativa da Expedição da China de 1860.
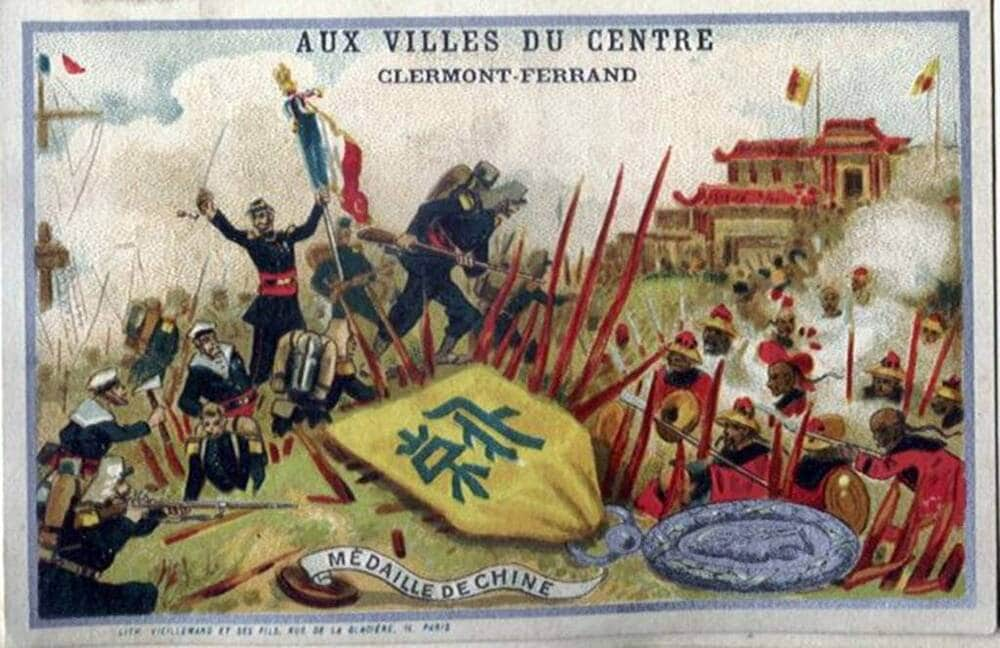
Uma ilustração do cerco de Pequim, no Levante dos Boxers, com uma imagem da medalha de 1860.